# Krajgortsi
Krajgortsi (bulgariska: Крайгорци) är ett distrikt i Bulgarien.   Det ligger i kommunen Obsjtina Vărbitsa och regionen Sjumen, i den östra delen av landet, 260 km öster om huvudstaden Sofia.
I omgivningarna runt Krajgortsi växer i huvudsak lövfällande lövskog. Runt Krajgortsi är det glesbefolkat, med 20 invånare per kvadratkilometer.